# Sóc chuột Lodgepole
Neotamias speciosus là một loài động vật có vú trong họ Sóc, bộ Gặm nhấm. Loài này được Merriam mô tả năm 1890.